# بزرگراه ۴۱۷ انتاریو
بزرگراه انتاریو ۴۱۷ (انگلیسی: Ontario Highway 417) بزرگراه‌های سری ۴۰۰ در استان انتاریو کانادا است. این بزرگراه اتاوا را به مونترال از طریق بزرگراه کبک ۴۰ متصل می‌کند و ستون فقرات سیستم بزرگراهی در منطقه پایتخت ملی (کانادا) است.